# Ute Geweniger
Ute Geweniger, née le 24 février 1964 à Karl-Marx-Stadt (RDA), est une nageuse est-allemande.

## Carrière
Ute Geweniger est double championne olympique aux Jeux olympiques de 1980 à Moscou, remportant les courses du 100 mètres brasse et du relais 4 × 100 mètres quatre nages.

## Palmarès

### Championnats d'Europe
- Championnats d'Europe 1981 à Split (Yougoslavie) :
  -  Médaille d'or du 100 m brasse ;
  -  Médaille d'or du 200 m brasse ;
  -  Médaille d'or du 100 m papillon ;
  -  Médaille d'or du 200 m 4 nages ;
  -  Médaille d'or du relais 4 × 100 m 4 nages ;
  -  Médaille d'argent du 400 m 4 nages.
- Championnats d'Europe 1983 à Rome (Italie) :
  -  Médaille d'or du 100 m brasse ;
  -  Médaille d'or du 200 m brasse ;
  -  Médaille d'or du 200 m 4 nages ;
  -  Médaille d'or du relais 4 × 100 m 4 nages.